# Шрётер, Владимир Николаевич
Владимир Николаевич Шрётер  (Шретер, 2 (15) января 1887 года, Одесса, Херсонская губерния — 7 ноября 1950 года, Ленинград) — советский теплотехник, специалист в области котельно-топочной техники, автор первого научно обоснованного теплового расчёта котельных установок (1922), профессор Ленинградского технологического института им. Ленсовета и Ленинградского политехнического института им. М. И. Калинина, доктор технических наук, один из инициаторов создания и руководящий научный работник Центрального котлотурбинного института (ЦКТИ).

## Биография
По происхождению из дворянской семьи обрусевших немцев. Его дядя Виктор Александрович Шрётер (1839–1901) — известный архитектор Петербурга, брат Юрий (1888—1976) — архитектор города Нови-Сад в Сербии, брат Виктор (1885—1938) — юрист, специалист по хозяйственному праву, профессор.
Родился 2 (14) января 1887 года в Одессе в семье страхового агента. Окончил механическое отделение Петербургского технологического института (1912), оставлен в нём для переоборудования котельной. С 1913 года лаборант, с 1915 года — преподаватель, а с 1920 года — профессор по кафедре паровых котлов. По совместительству в 1914—1915 гг. инженер котлонадзора, в 1915—1920 гг. — исследователь свойств топлива, в 1921—1927 — эксперт по тепловому хозяйству предприятий Петрограда. Профессор В. Н. Шрётер был членом энергетической секции технического совета Гипромеза.
Впервые элементы теплового расчета котла были даны в начале XX века профессорами МВТУ Василием Гриневецким и Карлом Киршем, профессором Петербургского технологического института Георгием Филипповичем Деппом (1854—1921). В 1922 году профессор В. Н. Шрётер обобщил их работы и предложил первый научно обоснованный систематизированный тепловой расчёт котлов. Впоследствии на его основе был разработан «Нормативный метод теплового расчёта котлоагрегатов».
В феврале 1927 года при Объединенном научно-техническом совете (ОНТС) Ленинградского городского Совета народного хозяйства (ЛСНХ) на базе лаборатории профессора В. Н. Шрётера создано Бюро теплотехнических испытаний (БЮТИ) Научно-технического отдела при Высшем Совете народного хозяйства (НТО ВСХН).
С 1927 года профессор В. Н. Шрётер — начальник бюро теплотехнических испытаний (БЮТИ), с 1929 года — начальник Отдела теплотехнических испытаний Научно-технического управления Высшего совета народного хозяйства (НТУ ВСХН).
В марте 1930 года на базе БЮТИ, руководимого профессором В. Н. Шрётером и объединённого с группой теплотехнического отдела Государственной физико-технической лаборатории (ГФТЛ), созданной академиком Михаилом Кирпичёвым, и Ленинградского отделения Бюро рационализации, образован Ленинградский областной научно-исследовательский теплотехнический институт (ЛОТИ). В 1933 году ЛОТИ реорганизован во Всесоюзный институт тепло-гидро-энергетического оборудования (ВИТГЭО). В апреле 1935 года на базе ВИТГЭО и Центрального котельно-конструкторского бюро (ЦККБ) образован Центральный научно-исследовательский и проектно-конструкторский котлотурбинный институт (ЦКТИ). Профессор В. Н. Шретёр был руководящим научным работником ЦКТИ.
В июле 1930 года, при реорганизации ВТУЗов, кафедра паровых котлов Ленинградского технологического института (ЛТИ) во главе с её заведующим профессором В. Н. Шрётером слилась с кафедрой паровых котлов Ленинградского политехнического института (ЛПИ), руководимой профессором Михаилом Кирпичёвым. С 1930 года профессор В. Н. Шрёдер был заведующим лабораторией котлостроения, а затем кафедрой паровых котлов. Были созданы отраслевые Всесоюзный Котлотурбинный институт (ВКТИ), Электромеханический институт (ЛЭМИ) и другие. В 1933 году ВКТИ передан в ведение ЛЭМИ.
С июля 1930 года В. Н. Шрётер был профессором ЛЭМИ. В октябре 1930 года профессор В. Н. Шрётер арестован по «делу Промпартии», освобожден в марте 1932 года (постановлением Судебной коллегии ОГПУ от 29 марта 1932 года). Заведовал котельным отделением в Котлотурбинном институте. С сентября 1932 года снова профессор ЛЭМИ.
В апреле 1934 года отраслевые институты, располагавшиеся на территории ЛПИ, объединены в Индустриальный институт (ЛИИ). В июне 1934 года в ЛИИ был создан факультет энергетического машиностроения с кафедрой паровых котлов, руководимой профессором В. Н. Шрётером. Профессор Шрётер возглавлял кафедру паровых котлов до 1941 год и с 1944 года по 7 ноября 1950 года (с 1939 года кафедра называлась «Паровые котлы и котельные установки»).
Профессор Шрётер сделал значительный вклад в развитие советского котлостроения своими трудами по расчету, конструированию и эксплуатации паровых котлов, положил начало исследованиям в области топочных устройств, был инициатором исследований процессов горения. Работники ЦКТИ, создавшие котлостроение в СССР и обслуживавшие котельно-топочную промышленность, были учениками профессора Шрётера и академика Кирпичёва. Академик Кирпичёв и профессор Шрётер руководили научной школой, стремившейся теоретически обосновать рабочие процессы в котельно-топочном оборудовании, создавшей науку о котлах и заложившей теоретические основы топочных процессов. Под руководством профессора В. Н. Шрётера и наиболее видных представителей его научной школы, будущих крупнейших ученых: академика Михаила Стыриковича, профессоров Георгия Кнорре, Самуила Мироновича Шварцмана, Василия Николаевича Дешкина, Александра Матвеевича Гурвича, доцентов Михаила Яковлевича Полянского, Пинкуса Лазаревича Магидея и многих других в ЛПИ и ЦКТИ была проведена большая работа по промышленным исследованиям котельно-топочного оборудования. Результаты этих промышленных исследований в 1930-е годы позволили приступить к созданию отечественных конструкций мощных котлоагрегатов и к 1934 году отказаться от их импорта. К этому времени котлостроительные и топочные заводы (Ленинградский металлический завод, Невский завод, Пролетарский завод, Красный котельщик) перешли на производство котлов и топок по чертежам ЦКТИ-ЦККБ.
Профессор В. Н. Шрётер непрерывно работал в блокадном Ленинграде. В блокаду профессор А. К. Сильницкий и профессор В. Н. Шрётер освоили сжигание торфа на хлебозаводах, что существенно способствовало повышению мощности и производительности заводов в условиях дефицита топлива и экономии других ресурсов. В феврале 1942 года началась частичная эвакуация сотрудников и студентов Политехнического института сначала в Пятигорск, а с началом оккупации Пятигорска — в Ташкент. В мае 1944 года после окончания блокады возобновилась работа Политехнического института в Ленинграде. В июле—августе 1944 года была проведена рэвакуация института из Ташкента. В 1944—1949 гг. профессор Шрётер был деканом энергомашиностроительного факультета. Также профессор возглавлял кафедру паровых котлов и котельных установок до 1950 года.
В приказе Министерства высшего образования СССР от 26 февраля 1949 года в связи с 50-летием ЛПИ была объявлена благодарность профессорам Д. Н. Дьякову и В. Н. Шрётеру.
17 марта 1949 года профессор Шрётер был по личной просьбе освобождён от должности декана энергомашиностроительного факультета.
Умер 7 ноября 1950 года в возрасте 63 лет. Некролог был опубликован в журнале «Котлотурбостроение».